# Ezkaton
Ezkaton — музичний альбом гурту Behemoth. Виданий 11 листопада 2008 року лейблом Metal Blade Records. Загальна тривалість композицій становить 27:53. Альбом відносять до напрямку дез-метал.

## Список пісень
1. «Chant for Ezkaton 2000 e.v.» — 5:11
2. «Qadosh» — 4:58
3. «Jama Pekel» ft. Igor «Golem» Hubík, Jiří «Big Boss» Valter (кавер Master's Hammer) — 3:59
4. «I'm Not Jesus» (кавер Ramones) — 2:41
5. «From the Pagan Vastlands» (живий запис) — 3:01
6. «Decade ov Therion» (живий запис) — 2:56
7. «Chant for Ezkaton 2000 e.v.» (живий запис) — 5:07